# Діоклея
Діоклея — мати імператора Діоклетіана.

## Життєпис
Про її сім'ю та життя майже нічого невідомо. Походила з найнижчих соціальних верств, адже її батько був рабом. Жила в місті Салон(Далмація). Вийшла заміж за вільновідпущеника сенатора Гая Аннулія. У 245 році народила та виховала єдиного сина Діоклетіана, що став римським імператором. Син поважав Діоклею. Є твердження, що після його сходження на престол, він подарував матері величезну віллу та зробив Августою. Діоклетіан постійну мріяв про владу, тому не дивно, що швидше за все, його на це наштовхнула мати та умови, в яких він жив.